# Pediocactus peeblesianus f. menzelii
Pediocactus peeblesianus f. menzelii ist eine Form der Pflanzenart Pediocactus peeblesianus in der Familie der Kakteengewächse (Cactaceae). Englische Trivialnamen sind „Menzel´s Cactus“ und „Cataract Creek Cactus“. Sie ist bedroht und wurde in den Anhang I des Washingtoner Artenschutzabkommens zum Schutz gefährdeter Arten aufgenommen.

## Beschreibung
Der kugelförmige bis oval wachsende Pediocactus peeblesianus f. menzelii wird 2 bis 6 cm lang und 2 bis 4 cm breit. Charakteristisch sind die beigen, bräunlichen röhrenförmigen Blüten. Sie weisen eine Länge und einen Durchmesser von 1,5 bis 2,5 cm auf. Die Art wächst in einem begrenzten Gebiet im nördlichen Grand Canyon und ist geographisch isoliert von den Unterarten Pediocactus peeblesianus subsp. peeblesianus und Pediocactus peeblesianus subsp. fickeiseniorum.
Geophytische Merkmale wie bei Vertretern der Gattung Pediocactus Sektion Pediocactus (Pediocactus paradinei, Pediocactus knowltonii) und der Sektion Rhytidospermae (Pediocactus bradyi und dessen Unterarten) werden deutlich. Die Blütezeit ist im April.
Pediocactus peeblesianus f. menzelii ist bei trockenem Stand winterhart bis minus 20 °C. Die wurzelechte Kultivierung in Europa ist möglich.

## Verbreitung
Pediocactus peeblesianus  f. menzelii ist eine der seltensten und kleinsten Arten in den USA. Die Art wächst endemisch in Arizona auf Ebenen oder Kalksteinhügeln in Höhenlagen von 1600 bis 1700 m und ist vergesellschaftet mit Echinocereus fendleri.

## Systematik
Der Namen wurde zu Ehren von Jürgen Menzel einem der Entdecker der Art gewählt. Die Beschreibung als Pediocactus peeblesianus f. menzelii erfolgte im Jahr 2000 von Miloslav Hájek.
Synonyme sind:
- Navajoa peeblesiana f. menzelii Hochstätter (1999, unkorrekter Name ICBN-Artikel 11.4)[2]
- Navajoa peeblesiana var. menzelii (Hochstätter) Hochstätter (2003, unkorrekter Name ICBN-Artikel 11.4)[3]
- Navajoa peeblesiana subsp. menzelii (2007)[4]